# Enneanectes smithi
Enneanectes smithi és una espècie de peix de la família dels tripterígids i de l'ordre dels perciformes.

## Morfologia
- Els mascles poden assolir 3 cm de longitud total.[3][4]

## Hàbitat
És un peix marí, de clima tropical i demersal que viu entre 2-55 m de fondària.

## Distribució geogràfica
Es troba a l'Atlàntic oriental central.

## Observacions
És inofensiu per als humans.